# Kauza Diag Human
Kauza Diag Human je mediálně sledovaný spor mezi českým státem a firmou Diag Human ohledně státní zakázky na obchod s krevní plazmou, která měla být realizována na začátku devadesátých let. Firma DIAG HUMAN a.s. (do r. 1993 CONNECO a.s.; v r. 2006 transformovaná do DIAG HUMAN SE se sídlem ve Vaduzu) se od roku 1996 soudí s českým státem o náhradu ztrát, které jí měly vzniknout na základě poškození dobré pověsti a následné ztráty zakázek. Spor vznikl kvůli odstoupení státu od smlouvy s firmou Diag Human (Conneco) a písemnému sdělení tehdejšího ministra zdravotnictví Martina Bojara dánské firmě Novo Nordisk, že „je pochybnost o solidnosti“ zmíněné firmy. Firma Novo Nordisk později odmítla s Diag Human spolupracovat.
Český stát od té doby čelí sérii rozhodčích řízení (arbitráží), v nichž Diag Human požaduje po českém státě náhradu za vzniklé ztráty v celkové výši devět, podle některých odhadů původně požadovala až patnáct miliard korun.
V roce 2022 mezinárodní arbitráž rozhodla, že Česká republika musí zaplatit firmě Diag Human 15,5 miliardy korun.
Z toho je 8,3 miliard částka z arbitráže z roku 2008 konané v Česku a 7,2 miliard úroky.
Arbitři dali Diagu Human mimo jiné za pravdu v tom, že český stát ve sporu zneužíval policii a tajné služby. Nález arbitrů popisuje i to, že rozhodci, kteří spor řešili v tuzemsku, nebyli nezávislí a jeden z nich si měl říct o úplatek.
Stát oznámil, že chce podat návrh na zrušení rozhodnutí.
Do roku 2011 byla firma Diag Human ve vlastnictví česko-švýcarského podnikatele Josefa Šťávy, ten však podle svého prohlášení prodal akcie společnosti v květnu 2011 blíže neupřesněnému mezinárodnímu konsorciu institucionálních investorů.
Diag Human se nález arbitráže (od roku 2008) snaží soudně vykonat v řadě zemí. Kauza komplikuje půjčování uměleckých děl do zahraničí. V roce 2011 byla tři umělecká díla z českých sbírek na čas zabavena v Rakousku. Později dosáhl stát jejich vrácení.

## Vývoj případu
Po roce 1989 chtěl Josef Šťáva obchodovat s krevní plazmou v Československu. Tehdejší ministr zdravotnictví Martin Bojar před Šťávou a jeho firmou Diag Human varoval tehdejšího obchodního partnera Josefa Šťávy, dánskou společnost Novo Nordisk, když firmu Josefa Šťávy označil za „pochybnou“. Podle Hospodářských novin se „v té době o Šťávovi nemluvilo jako o úspěšném obchodníkovi. Naopak. Média o něm informovala jako o gangsterovi, který obchoduje s krví nakaženou HIV a má na kontě mnoho skandálů. Novináři třeba spekulovali o tom, že v minulosti prodával infikovanou krev, násilně odebíranou vězňům z bývalé NDR. Právě kvůli těmto obviněním byl na Šťávu v Německu vydán zatykač.“ Žádný ze skandálů, se kterými byl Šťáva spojován, se ale nepodařilo prokázat.
Během devadesátých let vypsala Česká republika několik výběrových řízení na licenci pro zpracovatele krevní plazmy. První výběrové řízení v roce 1990 firma Conneco, později Diag Human (ve spolupráci s dánskou firmou Novo Nordisk) vyhrála, Martin Bojar však jeho výsledek neuznal. V pozdějších několika výběrových řízeních firma Josefa Šťávy opět neuspěla. Následkem přerušené spolupráce s Novo Nordisk podnikatelský model Diag Human měl i celkově zkrachovat. V roce 1996 podala firma Diag Human žalobu u Krajského soudu, v níž se chtěla domoci náhrady škody za újmu, původně ve výši 200 miliónů korun, kterou jí v České republice, ale i dalších zemích měl způsobit dopis ministra Bojara. Spor byl ovšem dále již řešen v rozhodčím řízení, na základě tzv. rozhodčí smlouvy, kterou s Diag Human uzavřel toho roku ministr Jan Stráský, a to na základě rady náměstka Aleše Dvouletého. Podle rozhodčí smlouvy mohlo být rozhodnutí rozhodčího senátu přezkoumatelné toliko před novým rozhodčím senátem.. Ministryně Zuzana Roithová se v roce 1997 pokusila rozhodčí smlouvu u soudu zpochybnit, soud však její žalobu neuznal.
V jednotlivých arbitrážních přezkumech pak Česká republika s Diag Human vedla nejdříve vlastní spor o nárok Diag Human, zdali k poškození firmy došlo a posléze o výši způsobené škody. Podle analýz vypracovaných za vlády Miloše Zemana měla firmě vzniknout škoda ve výši 680 milionů korun, stát se rozhodl arbitráž zvrátit. Za působení ministryně Marie Součkové se strany sporu nakonec dohodly, že výši škody má určit poradenská společnost Ernst & Young. Její znalci škodu vyčíslili na 2,5 až 4,6 miliardy korun. Podle rozhodnutí arbitrů čtvrtého rozhodčího senátu z 13. srpna 2008 v té době Česko mělo zaplatit za zmařený obchod s krevní plazmou 8,33 miliardy korun, přičemž zhruba polovinu částky činí samotná škoda a zbytek úroky z prodlení a poplatky.
Josef Šťáva poté sdělil Právu, že jako vlastník firmy Diag Human postoupí několikamiliardovou pohledávku významné světové bance, ale její jméno neuvedl.
Dokumenty dokládají, že tehdejší ministr financí Miroslav Kalousek podpořil svého dlouholetého známého Josefa Šťávu, který usiloval o miliardy korun v arbitráži proti státu, jehož zájmy měl Kalousek jako ministr hájit.

## Rozhodčí nález v srpnu 2008 a následné kroky
Obě strany se proti nálezu ze srpna 2008 odvolaly, Diag Human z pozice, že jí náleží suma ještě o tři miliardy vyšší, Česká republika proto, aby platbu naopak zcela odvrátila. Česká vláda 20. srpna 2008 schválila plán ministra zdravotnictví Tomáše Julínka (ODS), jak zvrátit vývoj kauzy. Vláda se rozhodla firmě nezaplatit a využít opravných prostředků.
V arbitráži, která měla určit konečnou výši odškodného, které by měl český stát firmě zaplatit za neuskutečněné obchody s krevní plazmou, měl český stát zastupovat jako arbitr bývalý děkan Právnické fakulty Západočeské univerzity Milan Kindl. Po jistém váhání přijal funkci předsedy arbitrážního tribunálu ombudsman Otakar Motejl. Toho však stát rychle odmítl a soudem byl jako třetí rozhodce určen neprávník a prezident Hospodářské komory Petr Kužel. Předseda tříčlenného arbitrážního senátu by měl být jmenován na základě shody obou stran sporu, Kužela byl však jmenován soudem a to údajně proto, že se strany na třetím kandidátovi nedokázaly shodnout. Diag Human napadl Kuželovo jmenování soudně s poukazem na jeho možnou podjatost.
Dle Reportérů ČT Petr Kužel v lednu 2010 připustil do sporu na straně žalobců dvě offshorové firmy s neznámými vlastníky. ČT 24 dále uvedla, že uvedené společnosti sídlí na stejné adrese, jako společnosti stíhaného Tomáše Pitra a že ředitel jedné z těchto firem je zároveň klientem advokátní kanceláře Milana Kindla, který je jedním z arbitrů. V říjnu 2010 Nejvyšší soud zrušil jmenování Petra Kužela rozhodcem, protože o něm rozhodoval věcně nepříslušný soud.
Podle pozice vlády České republiky rozhodčí řízení o přezkum nálezu z roku 2008 zahájeno bylo a ke květnu 2011 tedy spor nadále pokračuje. Společnost Diag Human však k témuž datu tvrdí, že rozhodčí nález ze srpna 2008, podle nějž musí ČR vyplatit společnosti dané náhrady, je již pravomocný a konečný.

## Exekuce
V květnu 2011 okresní soud Vídeň-centrum na návrh Diag Human exekučně zabavil tři umělecká díla, která byla zapůjčena do Vídně na výstavu. Šlo o obraz Emila Filly Dvě ženy, který je jinak ve vlastnictví Moravské galerie v Brně, a obraz Vincence Beneše Tanečnice a plastiku Otto Gutfreunda Objetí, spravované Národní galerií. Podkladem pro toto rozhodnutí byla žaloba Diag Human, obsahující rozsudek rozhodčího soudu z roku 2008, který Diag Human považuje za pravomocný. Diag Human se snaží u zahraničních soudů prokázat, že rozhodčí nález z roku 2008 je již pravomocný, neboť pod odvoláním se vůči tomuto nálezu mají být za český stát podepsáni lidé, kteří k tomu ze zákona nemají pravomoc 

Rakouský soud tuto argumentaci v předběžném opatření přijal. V červnu 2011 uznal nárok firmy i soud v Paříži.
1. července 2011 vídeňský soud exekuci nepravomocně zastavil vzhledem k imunitě výsostně kulturního majetku.

Právní zástupce Diag Human Jan Kalvoda pak prohlásil, že hledají další majetek České republiky v zahraničí, který by mohl sloužit k dalšímu umořování pohledávky. V souvislosti s tím zmínil budovy českých center od New Yorku po Moskvu či nemovitosti v hamburském přístavu. Podle ČR rozhodčí nález z roku 2008 ještě není pravomocný, neboť stát se proti němu řádně odvolal.
Dne 23. ledna 2019 zaplatilo Ministerstvo zdravotnictví společnosti Diag Human, po podání návrhu na nařízení exekuce, částku 211.609,89 eur jako náhradu za náklady řízení za soudní spor v Lucembursku z roku 2012, který Diag Human vyhrál.